# Het Schol
Het Schol is een landhuis en rijksmonument in het Gelderse dorp Wilp.

## Geschiedenis
Het landhuis Het Schol werd gebouwd in 1851 en ontworpen door Maarten van Harten. Het huis met een symmetrische voorgevel heeft twee verdiepingen. In het midden staan drie boogdeuren met erboven een balkon met een opzetstuk in de neo-Lodewijk XV-stijl. In de 19e eeuw behoorde het huis toe aan burgemeester en Eerstekamerlid Hendrik Rudolph van Marle (1832-1906) die het huis als zomerverblijf gebruikte en die op het huis overleed.
Het gebouw is een rijksmonument, onder andere vanwege de ouderdom en "de bijzondere en herkenbare architectuur". Op het landgoed zijn ook het tuinmanshuis, een houten huis en houten bakken aangewezen als rijksmonument.
Van 1845 tot 1849 werd een park aangelegd in landschapsstijl, ontworpen door Samuel van Lunteren (1813-1877), welk park ook beschermd is ("vanwege de vrijwel ongestoorde oorspronkelijke structuur").
Het landhuis was in 1976 als "Hotel Hartenstein" te zien in de film A Bridge Too Far

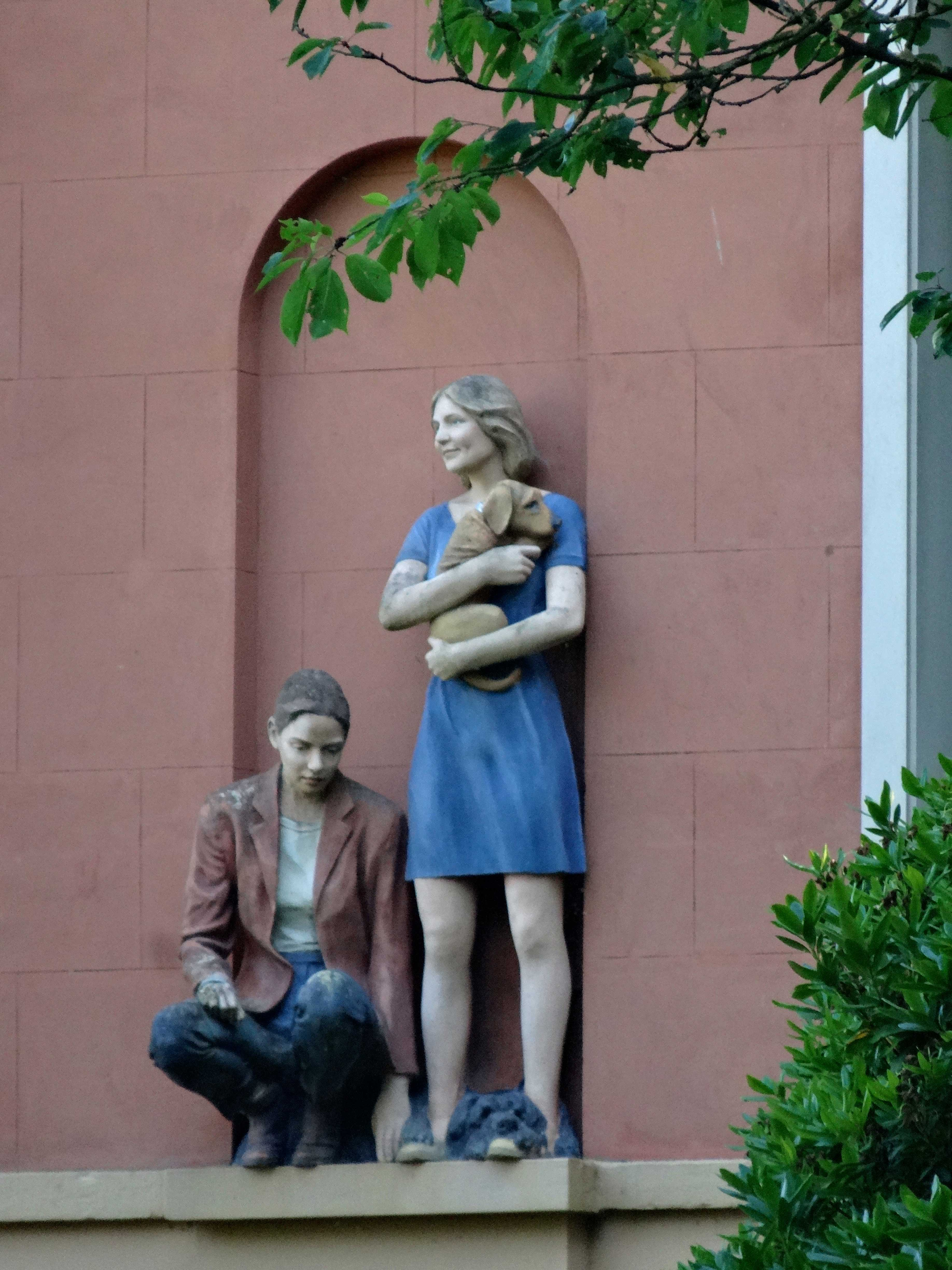
Beeldengroep in nis van de noordelijke zijgevel van huis "Het Schol"